# Kimbirila Sud
Pour l’article homonyme, voir Kimbirila Nord.
Kimbirila Sud est une localité du nord de la Côte d'Ivoire, et appartenant au département de Samatiguila, dans la région de Kabadougou, district du Denguélé. La localité de Kimbirila Sud était en 2005 un chef-lieu de commune.